# آرامگاه قطب‌الدین (دشتستان)
آرامگاه قطب‌الدین مربوط به سده‌های اولیه دوران‌های تاریخی پس از اسلام است و در شهرستان دشتستان، بخش سعدآباد، دهستان زیرراه، روستای درودگاه واقع شده و این اثر در تاریخ ۲۸ اسفند ۱۳۸۵ با شمارهٔ ثبت ۱۸۶۵۳ به‌عنوان یکی از آثار ملی ایران به ثبت رسیده‌است.